# Megastigmidae

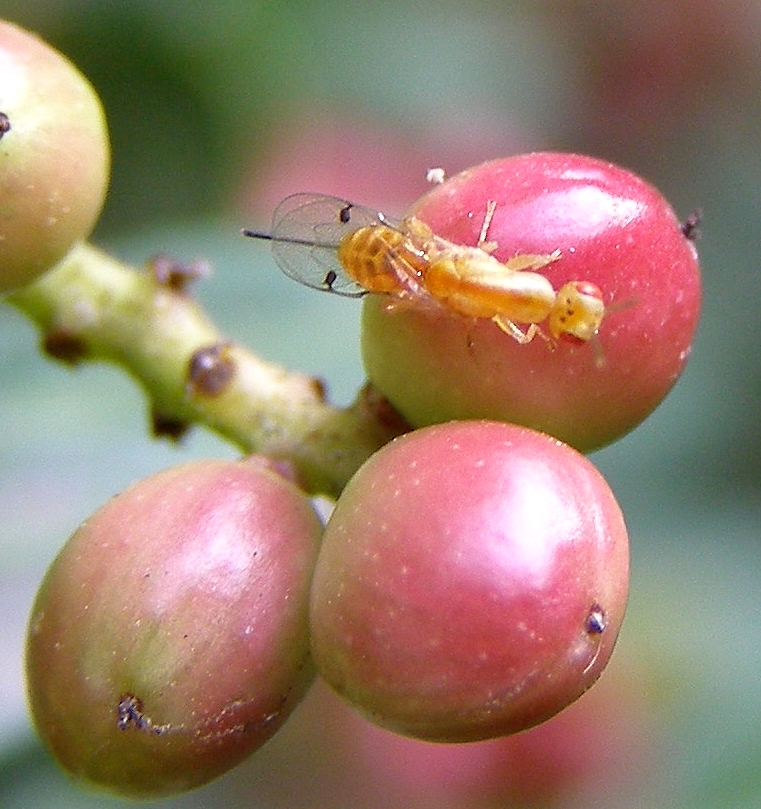
Megastigmus pistaciae auf Früchten der Wilden Pistazie

Die Megastigmidae bilden eine Hautflüglerfamilie innerhalb der Überfamilie der Erzwespen (Chalcidoidea). Das Taxon war ursprünglich eine Unterfamilie der Torymidae. Janšta et al. (2018) gliederten die Megastigminae aus den Torymidae aus und erhoben sie in den Familienrang. Burks et al. (2022) transferierten die Unterfamilien Chromeurytominae und Keiraninae von den Pteromalidae zu den Megastigmidae. Die Typusgattung ist Megastigmus Dalman, 1820. Janšta et al. (2018) vermuten, dass die Familie ihren Ursprung in Australasien hat. Es gibt offenbar keine fossilen Nachweise der Familie.

## Merkmale
Burks et al. (2022) beschreiben die Familie Megastigmidae anhand folgender morphologischer Eigenschaften: Die Fühler weisen bei Chromeurytoma 10 Geißelglieder auf, bei den Megastigminae und den Keiraninae sind es 12. Diese Anzahl beinhaltet ein viertes Keulenglied. Die Augen sind entweder nicht oder nur geringfügig ventral divergierend. Der Clypeus ist entweder zweilappig oder medial hervortretend, ohne quer verlaufender subapikaler Furche. Das Labrum ist flexibel sowie überwiegend oder vollständig vom Clypeus verdeckt. Das Labrum ist in mehrere kleine Lappen gegliedert oder es besitzt eine annähernd dreiecksförmige Gestalt. Die Mandibeln besitzen 3 Zähne. Der Hinterhauptskiel (okkupitale Carina) ist vorhanden, bei Chromeurytoma zumindest dorsal. Das Pronotum ist gewöhnlich länglich, etwa so lang wie das Mesoscutum, bei Chromeurytominae kürzer. Notauli sind vollständig. Das Mesoscutellum ist mit Frenum, das durch eine ausgeprägte frenale Furche definiert ist. Das Mesoscutellum ist mit oder ohne axillularer Längsfurche (Sulcus). Die Postmarginalader ist länger als die Stigmalader (Ausnahme: Patiyana) und häufig länger als die Marginalader. Die basale Falte der Vorderflügel ist meist pigmentiert. Bei einigen Gattungen der Megastigminae und Keiraninae ist sie als eine nach außen gebogene Basalvene ausgebildet. In wenigen Fällen, bei den Chromeurytominae, ist die basale Falte hyalin. Alle Beine weisen 5 Tarsenglieder auf. Der protibiale Sporn ist kräftig und gebogen. Der basitarsale Kamm ist längs gerichtet. Der Gaster ist zwar manchmal starr konvex, aber nicht stark sklerotisiert. Die metasomale Spitze (Apex) weist bei den Weibchen (bei Chromeurytominae und Megastigminae) gewöhnlich ein separates Epipygium auf. Bei den Keiraninae weist sie ein Syntergum auf, mit einer Längsfurche unmittelbar hinter den Cerci. Die Cerci sind länglich. Die Bohrerklappen der Weibchen sind lang und nach oben gebogen.

### Larven
Die Larven von Megastigmidae unterscheiden sich im letzten Larvenstadium deutlich von denen der Torymidae, mit denen sie bis 2018 in derselben Familie eingeordnet waren. Die Körpersegmente zeigen keine oder höchstens sehr kurze Seten, im Gegensatz dazu sind die Larven der Torymidae behaart. Die Mandibeln der Megastigmatidae haben vier oder fünf Zähne, das Labrum ist in mehrere kleine Lappen unterteilt. Bei den Torymidae haben die Mandibeln der Larven nur je einen einzigen Zahn und das Labrum ist ungeteilt.

## Verbreitung
Die Megastigmidae kommen weltweit vor. Der Schwerpunkt der Artenvielfalt der Megastigmidae liegt in der australischen biogeographischen Region, wo neun der insgesamt 12 Gattungen vorkommen. Ihr Hauptverbreitungsgebiet liegt in der australischen und der paläarktischen Region, mit einigen Vertretern in der Afrotropis und der Orientalis. Aus der Neotropis sind keine Arten bekannt.

## Lebensweise
Viele Vertreter der Megastigmidae sind phytophag. In der Familie gibt es Gallenerzeuger, andere parasitieren gallenbildende oder samenfressende Hautflügler und Zweiflügler.

## Innere Systematik
Die Megastigmidae umfassen mehr als 200 Arten, wovon etwa 150 Arten zur Gattung Megastigmus zählen.
Die Familie gliedert sich wie folgt:
- Chromeurytominae 
  - Asaphoideus Girault, 1913 – 1 Art (A. niger)
  - Chromeurytoma Cameron, 1912 – 14 Arten
  - Patiyana Bouček, 1988 – 1 Art (P. coccorum)
- Keiraninae
  - Keirana Bouček, 1988 – 1 Art (K. longicollis)
- Megastigminae
  - Bootanelleus Girault, 1915 – 13 Arten
  - Bootania Dalla Torre, 1897 – 12 Arten
  - Bootanomyia Girault, 1915 – 24 Arten
  - Bortesia Pagliano & Scaramozzino, 1990 – 3 Arten
  - Ianistigmus Boucek, 1988 – 1 Art (I. tatianae)
  - Macrodasyceras Kamijo, 1962 – 2 Arten
  - Malostigmus Boucek, 1988 – 1 Art (M. pergratus)
  - Mangostigmus Boucek, 1986 – 3 Arten
  - Megastigmus Dalman, 1820 – etwa 150 Arten
  - Neomegastigmus Girault, 1915  – 8 Arten
  - Paramegastigmus Girault, 1915 – 1 Art (P. flavus)
  - Westralianus Boucek, 1988 – 2 Arten